# Piriatin (banda)
Piriatin o también Pyryatyn (Пирятин, en ucraniano original) es una banda ucraniana de Kiev. Iván Semesyuk es el líder de la banda y autor de las canciones. La banda ha definido el género en el que trabaja como «power country».

## Historia
Piriatin se estableció como banda en 2016. En 2018, presentó su álbum debut Атентат (Asesinato, en español), y en 2020, el álbum Tantra. Entre estos lanzamientos, en 2019, se lanzaron tres sencillos, «Родіна» («Rodina»), «Привид» («Fantasma», en español) y «Атентат» («Atentado», en español).
En respuesta a los acontecimientos del verano-otoño de 2020 en Bielorrusia, la banda grabó una canción en bielorruso dedicada a los colores de la bandera nacional bielorrusa y al pueblo que une, la canción «Чырвоная і Белая» («Rojo y blanco», en español) basada en un poema del poeta de Gomel Ales Plotka. En 2021, el canal oficial de la banda lanzó el sencillo «Водку не буду» («No tendré vodka», en español).
Los trabajos más populares de la banda son «Арта» («Arta»), lanzado en 2018, y un vídeo de la canción «Rodina», lanzado en 2019.
La grabación de sonido y la compilación de todas las pistas están a cargo del productor de sonido y bajista de Piriatin Artem Malyuha.

## Componentes
- Iván Semesyuk - canto, armónica, silbato, flautas transversales
- Andriy «Bit» Lytvynok - batería
- Artem Malyuga - bajo, guitarra, instrumentos adicionales
- Bohdan Butkevych - guitarra
- Nadia Kalameets - voz

## Discografía
- 2018 - Атентат (Asesinato, en español)
- 2020 - Тантра (Tantra, en español)

## Sencillos
- 2019 - «Родіна» («Familia», en español)
- 2019 - «Привид» («Fantasma», en español)
- 2019 - «Аватар» («Avatar», en español)
- 2020 - «Чырвоная і Белая» («Rojo y blanco», en español)
- 2021 - «одку не буду» («No tendré vodka», en español)[12]